# Cyfrowy Polsat (sieć telefonii komórkowej)
Cyfrowy Polsat (Rodzinna Telefonia Komórkowa) – polski wirtualny operator telefonii komórkowej, którego właścicielem jest Cyfrowy Polsat. Sieć działa w oparciu o infrastrukturę  Polskiej Telefonii Cyfrowej oraz PTK Centertel, firma jednak zaprojektowała własną sieć telekomunikacyjną. Cyfrowy Polsat działa pod własnym MNC PL-12.
Sieć początkowo miała nosić nazwę Halo Polsat.
30 czerwca 2008 roku Cyfrowy Polsat zaoferował swoją sieć telefonii komórkowej klientom. Oferuje usługi w systemie pre-paid oraz abonamentowym. Początkowo uruchomienie usług planowano na koniec 2007 roku, jednakże brak umów z firmami Polkomtel i PTK Centertel spowodował opóźnienie. Firma zwróciła się do Urzędu Komunikacji Elektronicznej o administracyjne nałożenie stawek i uzyskała pozytywną odpowiedź.